# Gumpert Apollo

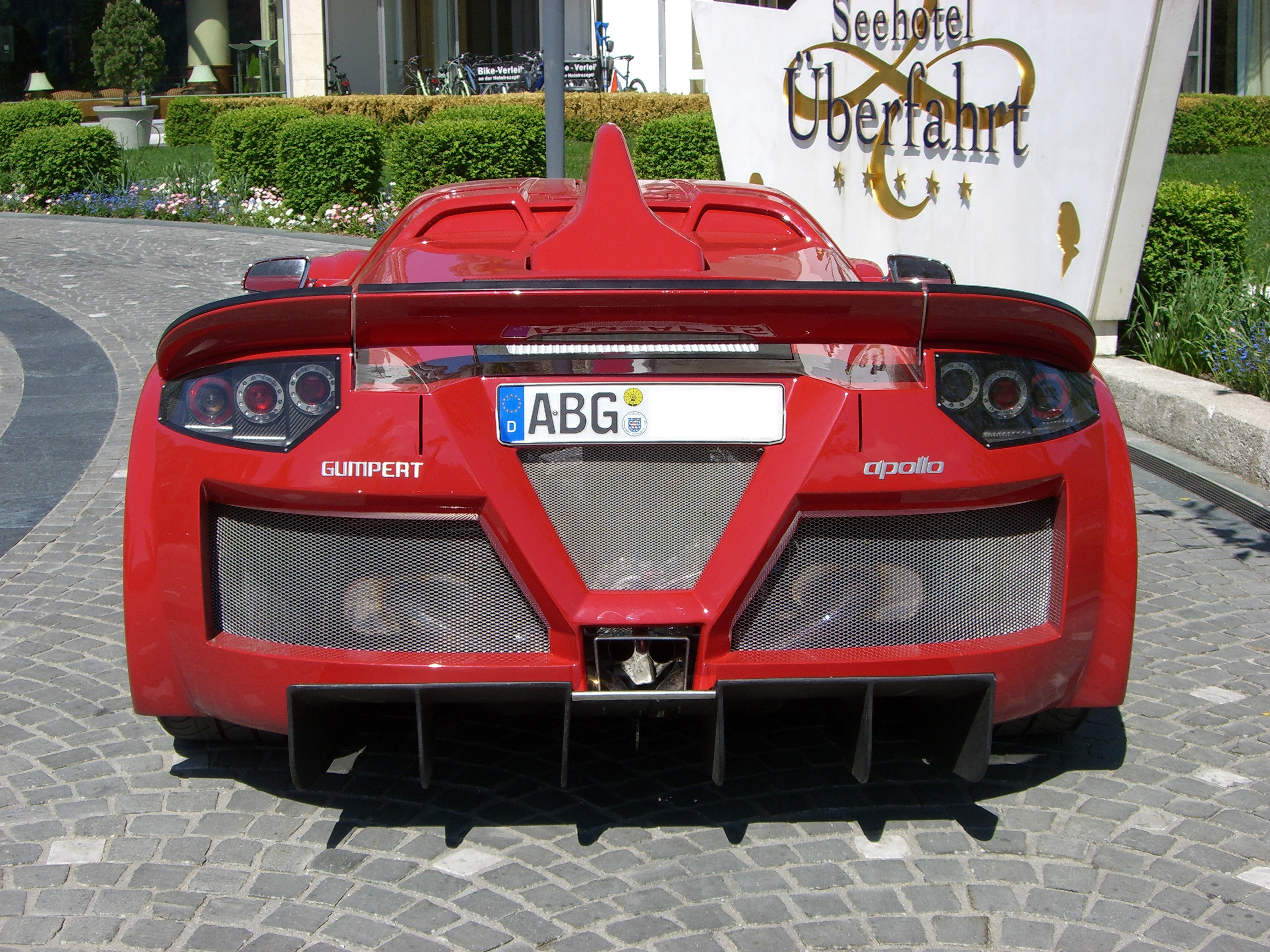
Gumpert Apollo – tył pojazdu

Gumpert Apollo – supersamochód skonstruowany w Niemczech przez techników współpracujących z firmą Audi. Szefem projektu i założycielem marki był Niemiec Roland Gumpert, były szef działu sportowego Audi, któremu w realizacji projektu pomagali m.in. specjaliści ze znanego niemieckiego tunera Audi - MTM, a także specjaliści odpowiedzialni za konstrukcję wyścigowych bolidów biorących udział w długodystansowych wyścigach Le Mans Series oraz American Le Mans Series – Audi R10 oraz Audi R12 TDI. Bankructwo firmy Gumpert spowodowało zakończenie produkcji modelu. W 2016 roku spółka została wykupiona przez konsorcjum Ideal Team Venture, a nazwa przedsiębiorstwa zmieniona na Apollo Automobil. Mimo wystawienia na Międzynarodowym Salonie Samochodowym w Genewie lekko odświeżonej wersji samochodu, noszącej nazwę Apollo N, produkcja seryjna nie została wznowiona.

## Konstrukcja
Projektanci Apollo od początku stawiali na stworzenie samochodu wyścigowego, którego wersja drogowa miała tylko i wyłącznie spełniać wymagania FIA dotyczące dopuszczenia pojazdu do startów w wyścigach samochodowych. Apollo jest więc dwumiejscowym, supersportowym bolidem o specyficznym, wysoce aerodynamicznym nadwoziu z włókna szklanego. Napędzający poprzez manualną skrzynię biegów o sześciu przełożeniach silnik to konstrukcja pochodząca z Audi, której mocy (650 KM, choć powstaje wersja o mocy nawet 800 KM) dodają dwie turbosprężarki. Skrzynia biegów, potrzebna do przeniesienia momentu 850 Nm, ma natomiast wiele wspólnego z konstrukcjami pochodzącymi wprost z Formuły 1.
Twórcy Gumperta Apollo twierdzą, że jego konstrukcja aerodynamiczna przy prędkości 310 km/h tworzy siłę dociskową o wartości równej jego masie. To oznacza, że (teoretycznie) powyżej tej prędkości samochód mógłby poruszać się np. po suficie tunelu, ponieważ siła dociskowa przewyższałaby siłę grawitacji działającą na ten samochód. W praktyce mało prawdopodobnym jest, aby tego typu próbę przeprowadzono, choć według niektórych inżynierów istnieją miejsca (tunele), gdzie można by taki test przeprowadzić.

## Osiągi
Gumpert Apollo był jednym z najszybszych samochodów produkowanych w Niemczech. Do prędkości 100 km/h Apollo przyśpiesza w 3 sekundy, do 200 km/h w 8,9 sekundy. Prędkość maksymalna wynosi 360 km/h..
Samochód miał drugi czas na torze programu motoryzacyjnego Top Gear (1:17.1; dla samochodów dopuszczonych do ruchu ulicznego).

## Dane techniczne

### Silnik
- Audi V8 4,2 l (4163 cm³), 5 zaworów na cylinder, DOHC, 2 x turbo
- Układ zasilania: wtrysk Bosch Motronic ME 7.1.1
- Średnica cylindra × skok tłoka: 84,50 mm × 92,80 mm
- Stopień sprężania: 8,8:1
- Moc maksymalna: 650 KM (478 kW) przy 6500 obr./min
- Maksymalny moment obrotowy: 850 N•m przy 4500 obr./min
- Maksymalna prędkość obrotowa silnika: 7400 obr./min
- Przyspieszenie 0-100 km/h: 3,0 s
- Przyspieszenie 0-160 km/h: 7,9 s
- Prędkość maksymalna: 370 km/h

## W wyścigach
W 2008 roku podczas wyścigu Nürburgring użyto Gumperta Apollo w wersji hybrydowej. Bolid napędzany był przez silnik V8 3.3L oraz silnik elektryczny o mocy 100 kW (łączna moc - 630 KM).